# Renaissance Instituut
Het Renaissance Instituut is het wetenschappelijk bureau van de Nederlandse politieke partij Forum voor Democratie. Senior onderzoeker is Hans van de Breevaart die als wetenschappelijk medewerker tussen 2019 en 2022 werkzaam was bij de Guido de Brès-Stichting.
Het bureau wil onderzoek doen naar bijvoorbeeld budgettaire gevolgen van immigratie in Nederland, maar organiseert ook verdiepingsbijeenkomsten over maatschappelijke onderwerpen. Ook is het instituut de bedenker van de Renaissanceschool, waarvan de eerste in augustus 2022 in Almere van start ging.
Ook is er een jaarlijkse renaissancelezing. De eerste is gehouden in mei 2018 door Daniel Hannan.

## Directeur
| van  | tot   | naam          |
| ---- | ----- | ------------- |
| 2017 | 2018  | Paul Frentrop |
| 2018 | 2022  | Paul Cliteur  |
| 2022 | heden | Ralf Dekker   |

## Renaissancelezing
| datum       | naam          |
| ----------- | ------------- |
| 25 mei 2018 | Daniel Hannan |
| 6 mei 2019  | Václav Klaus  |

## Publicaties
- Microfobie. De cult van het kolossale, 2021. Renaissance Instituut.[3]

## Renaissanceschool
Een stichting gelinkt aan Forum voor Democratie diende bij de Dienst Uitvoering Onderwijs aanvragen in voor vijf Renaissancescholen: particuliere basisscholen waar volgens Forumleider Baudet geen plaats is voor "woke-indoctrinatie" en voortijdige seksuele voorlichting en waar veel aandacht is voor basisvaardigheden als rekenen en taal, die in het gangbare onderwijs volgens Forum in de knel waren gekomen.